# Alsómogyoród
Alsómogyoród (1899-ig Alsó-Lieszkó, szlovákul Dolný Lieskov) község Szlovákiában, a Trencséni kerületben, a Vágbesztercei járásban.

## Fekvése
Vágbesztercétőltól 10 km-re délre fekszik.

## Története
1327-ben „Maior Lyszkocz” néven említik először. 1330-ban „Leszkouecz”, „Lieszkowecz”, 1598-ban „Lieskowecz” néven szerepel. A Lieszkovszky-Leszkóczy család birtoka volt. 1598-ban 14 nemesi portája létezett. 1720-ban 6 adóegység volt a településen, mind zsellérek. 1784-ben 30 házában 33 család és 198 lakosa élt.
A 18. század végén Vályi András így ír róla: „Alsó, és Felső Lieszko. Két falu Trentsén Várm. földes Urai több Uraságok, lakosai katolikusok, fekszenek Szlopnának szomszédságában, határbéli földgyeik ollyanok mint Szlopnáé.”
1828-ban 16 háza és 175 lakosa volt, akik mezőgazdasággal foglalkoztak.
Fényes Elek 1851-ben kiadott geográfiai szótárában így ír a faluról: „Lieszkó (Alsó), tót falu, Trencsén vmegyében, Beszterczétől délre egy órányira. Számlál 166 kath., 22 zsidó lak. F. u. többen. Ut. posta Trencsén 7 1/2 óra.”
A trianoni békéig Trencsén vármegye Illavai járásához tartozott.

## Népessége
| Év:            | 1994. | 2004.   | 2014.   | 2024.   |
| -------------- | ----- | ------- | ------- | ------- |
| Emberek száma: | 726   | 773     | 819     | 793     |
| Eltérés:       |       | +6,47 % | +5,95 % | -3,17 % |

| Év:            | 2023. | 2024.   |
| -------------- | ----- | ------- |
| Emberek száma: | 809   | 793     |
| Eltérés:       |       | -1,97 % |

1910-ben 154, túlnyomórészt szlovák lakosa volt.
2001-ben 748 lakosából 742 szlovák volt.
2011-ben 822 lakosából 782 szlovák volt.

## Nevezetességei
- Kastélya a 17. században épült reneszánsz stílusban. A 18. században újjáépítették, a 19. század végén átépítették. 1957 és 1959 között új épületrészt építettek hozzá.
- Római katolikus temploma 1754-ben épült barokk stílusban.